# Складка (альманах)
«Складка» — літературний альманах, вийшло 4 кн. (1887, 1893, 1896 — у Харкові, 1897 — у Петербурзі).
Видавець і редактор двох перших — В. Александров, наступних — К. Білиловський. У «Складці» друкувалися поезії, серед інших обох редакторів, В. Самійленка (і його драма «Маруся Чураївна»), Б. Грінченка, Я. Щоголіва, П. Грабовського, І. Франка, М. Вороного, В. Щурата; оп. Г. Барвінок, Л. Старицької, Лесі Українки, Д. Мордовця, І. Нечуя-Левицького, А. Кримського; спогади К. Білиловського, фантастична комедія «Вій» (за Гоголем) М. Кропивницького, переклади, етнографічні записи.